# Тефтели по-льежски
Тефтели по-льежски (фр. Boulets à la Liégeoise) — блюдо бельгийской кухни, кулинарная достопримечательность города Льежа.

## Описание
В основе своей блюдо представляет собой мясные котлеты без риса (тефтелями их называют из-за шарообразной формы), сделанные из говяжьего или свиного фарша с вымоченным в молоке хлебом и петрушкой. Особенностью блюда является кисло-сладкий соус, приготовленный из лука, винного уксуса, изюма, тростникового сахара, льежского сиропа и пряностей. Этот соус называется соус Лапен (буквально «соус из кролика»), но не из-за крольчатины, которой там нет, а в честь мадам Жеральдин Лапен,  жены Эрнеста Лапена (1868–1922), сборщика налогов из пригорода  Льежа.
Тефтели по-льежски подаются повсеместно в барах и ресторанах города Льежа. На гарнир обычно подаётся картофель. Многие рестораны города гордятся своими особенными, фирменными рецептами этих тефтелей. С 1996 года в Льеже вручается премия «Бриллиантовая тефтеля», которую каждый год получает один ресторан, чьи тефтели по-льежски были признаны особенно удачными.

## Дальнейшее чтение
- Льежские тефтели
- Бельгийская кухня